# آرتور پطروسیان
آرتور هرایری پطروسیان (ارمنی: Արթուր Հրայրի Պետրոսյան؛ زادهٔ ۱۷ دسامبر ۱۹۷۱) یک بازیکن فوتبال اهل ارمنستان است.

## باشگاهی
از باشگاه‌هایی که در آن بازی کرده‌است می‌توان به باشگاه فوتبال شیراک، مکابی پتخ تیکوا، لوکوموتیو نیژنی نووگورود، یانگ بویز برن و زوریخ اشاره کرد.

## تیم ملی
وی همچنین در تیم ملی فوتبال ارمنستان بازی کرده‌است. پتروسیان نخستین بازی ملی خود را که یک بازی دوستانه بود در تاریخ ۱۴ اکتبر ۱۹۹۲ در مقابل مولداوی انجام داده است.

### آمارهای تیم ملی
| تیم ملی فوتبال ارمنستان | تیم ملی فوتبال ارمنستان | تیم ملی فوتبال ارمنستان |
| سال                     | حضورها                  | گل‌ها                    |
| ----------------------- | ----------------------- | ----------------------- |
| ۱۹۹۲                    | ۱                       | ۰                       |
| ۱۹۹۳                    | ۰                       | ۰                       |
| ۱۹۹۴                    | ۵                       | ۰                       |
| ۱۹۹۵                    | ۷                       | ۱                       |
| ۱۹۹۶                    | ۸                       | ۰                       |
| ۱۹۹۷                    | ۸                       | ۱                       |
| ۱۹۹۸                    | ۴                       | ۰                       |
| ۱۹۹۹                    | ۷                       | ۱                       |
| ۲۰۰۰                    | ۹                       | ۴                       |
| ۲۰۰۱                    | ۷                       | ۱                       |
| ۲۰۰۲                    | ۲                       | ۱                       |
| ۲۰۰۳                    | ۷                       | ۲                       |
| ۲۰۰۴                    | ۴                       | ۰                       |
| مجموع                   | ۶۹                      | ۱۱                      |

## گل‌های بین‌المللی
| #   | تاریخ          | ورزشگاه  | حریف         | گل زده | نتیجه | رقابت                                       |
| --- | -------------- | -------- | ------------ | ------ | ----- | ------------------------------------------- |
| ۱.  | ۱۵ نوامبر ۱۹۹۵ | دانمارک  | دانمارک      | ۱–۳    | باخت  | مرحله مقدماتی جام ملت‌های اروپا ۱۹۹۶         |
| ۲.  | ۷ مه ۱۹۹۷      | اوکراین  | اوکراین      | ۱–۱    | تساوی | 1998 WCQ                                    |
| ۳.  | ۹ اکتبر ۱۹۹۹   | آندورا   | آندورا       | ۳–۰    | برد   | مرحله مقدماتی جام ملت‌های اروپا ۲۰۰۰         |
| ۴.  | ۴ فوریه ۲۰۰۰   | قبرس     | قبرس         | ۲–۳    | باخت  | بازی دوستانه                                |
| ۵.  | ۳ ژوئن ۲۰۰۰    | لیتوانی  | لیتوانی      | ۲–۱    | برد   | بازی دوستانه                                |
| 6.  | ۷ اکتبر ۲۰۰۰   | ارمنستان | اوکراین      | ۲–۳    | باخت  | مرحله مقدماتی جام جهانی فوتبال ۲۰۰۲ (اروپا) |
| ۷.  | ۷ اکتبر ۲۰۰۰   | ارمنستان | اوکراین      | ۲–۳    | باخت  | مرحله مقدماتی جام جهانی فوتبال ۲۰۰۲ (اروپا) |
| ۸.  | ۶ ژوئن ۲۰۰۱    | ارمنستان | لهستان       | ۱–۱    | تساوی | مرحله مقدماتی جام جهانی فوتبال ۲۰۰۲ (اروپا) |
| ۹.  | ۷ سپتامبر ۲۰۰۲ | ارمنستان | اوکراین      | ۲–۲    | تساوی | مرحله مقدماتی جام ملت‌های اروپا ۲۰۰۴         |
| ۱۰. | ۲۹ مارس ۲۰۰۳   | ارمنستان | ایرلند شمالی | ۱–۰    | برد   | مرحله مقدماتی جام ملت‌های اروپا ۲۰۰۴         |
| ۱۱. | ۷ ژوئن ۲۰۰۳    | اوکراین  | اوکراین      | ۳–۴    | باخت  | مرحله مقدماتی جام ملت‌های اروپا ۲۰۰۴         |

## افتخارات
شیراک
- لیگ برتر فوتبال ارمنستان (۴): ۱۹۹۲, ۱۹۹۴, ۱۹۹۵, ۱۹۹۹
- سوپر جام فوتبال ارمنستان (۲): ۱۹۹۶، ۱۹۹۹

 باشگاه فوتبال مکابی پتخ تیکوا
- جام توتو (۱): ۱۹۹۹

 زوریخ
- جام حذفی فوتبال سوئیس (۱): ۲۰۰۵
- سوپر لیگ فوتبال سوئیس (۱): ۲۰۰۵–۰۶